# 夏の思い出 (漫画)
『夏の思い出』（なつのおもいで）は、太田出版で単行本が出版された山本直樹の青年漫画。

## 収録
- 夏の思い出（初出『ビジネスジャンプ』1993年）
- ヤングフォーク（初出『ビジネスジャンプ』1994年）
- 天国の扉（初出『漫革』1994年）
- 静かな生活（初出『コミックビー!』1993年）
- 産業'93〈夏スキー編〉（初出『ビッグコミックスピリッツ』増刊 1994年）
- どれいちゃんとごしゅじんさまくん（初出『ふんふん』Vol.2、4～7）
- 分校の人（初出『ふんふん』Vol.8、9）

## 単行本
全1巻 (A5)。
- 1994年4月8日発行 ISBN 4-87233-160-5